# You Never Can Tell (Lied)
You Never Can Tell (deutsch sinngemäß: ‚Man kann nie wissen‘; alternativ auch als C’est la vie und Teenage Wedding bekannt) ist ein Rock-’n’-Roll-Song, den der US-amerikanische Sänger und Komponist Chuck Berry geschrieben hat. Wie oft bei Berrys Liedern geht es auch bei You Never Can Tell inhaltlich um Facetten des Lebens von Teenagern. Das Lied wurde von mehr als 100 Künstlern und Gruppen interpretiert, darunter auch von Berry selbst. Seine Version war 1964 ein Charts-Erfolg; gut zehn Jahre später hatte Emmylou Harris mit einer im Country-Rock-Stil arrangierten Aufnahme erneut einen Hit. Eine Renaissance erlebte You Never Can Tell in Chuck Berrys Originalversion durch den 1994er Spielfilm Pulp Fiction, in dem es die Hintergrundmusik einer außergewöhnlichen Tanzszene mit Uma Thurman und John Travolta ist.

## Entstehungsgeschichte

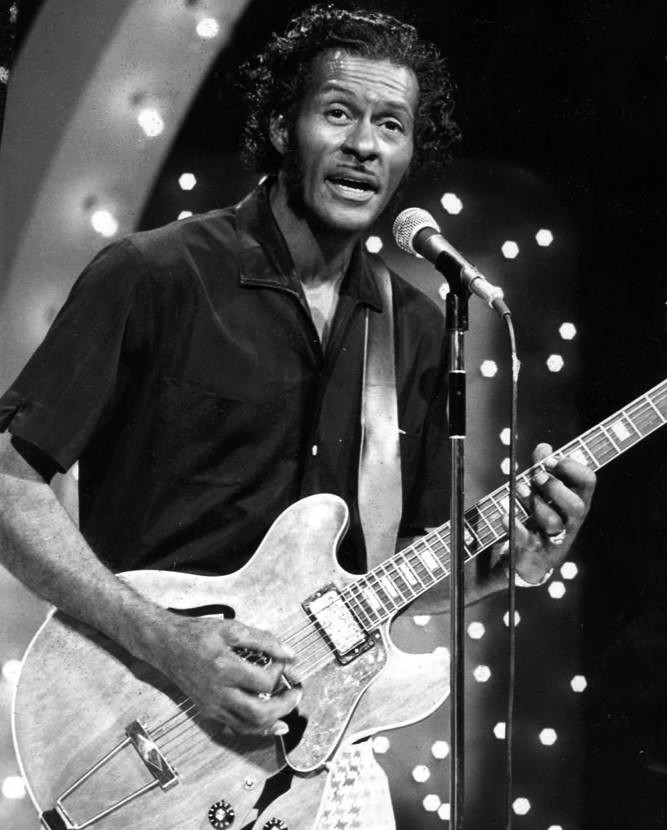
Chuck Berry (1973)

Chuck Berry gilt als einer der Pioniere des Rock ’n’ Roll. Mit Liedern wie Maybellene, Roll Over Beethoven und Johnny B. Goode, die zu den größten Erfolgen der 1950er-Jahre gehören, prägte er diese Musikrichtung mehr als jeder andere Musiker. Seine Karriere kam zu Beginn der 1960er-Jahre zum Stillstand, als Berry wegen eines Verstoßes gegen den Mann Act zu einer dreijährigen Freiheitsstrafe verurteilt wurde. Berry saß die Strafe ab Februar 1962 in einem Bundesgefängnis ab und wurde nach 20 Monaten im Oktober 1963 wegen guter Führung vorzeitig entlassen.
Berry gelang es, nach der Entlassung unmittelbar an seine früheren Erfolge anzuknüpfen. Vom allgemeinen Niedergang des Rock’n’Roll, der zu Beginn des neuen Jahrzehnts schrittweise von der Beatmusik verdrängt wurde, war er kaum betroffen: Zahlreiche Beatbands coverten Berrys Lieder und hielten damit seine Musik selbst in der Hochphase der Beatlemania präsent. Außerdem hatte Berry in der Haft neues Material geschrieben, das er bei Chess, seinem bisherigen Label, bereits ab Dezember 1963 neu einspielen konnte. Hierzu gehörte You Never Can Tell, das im Januar 1964 aufgenommen und wenig später als Single und danach auch auf einem Album veröffentlicht wurde.

## Beschreibung
You Never Can Tell beschreibt die Beziehung und den Lebensstil eines Teenager-Paares aus den Südstaaten, das in New Orleans unter finanziell beengten Verhältnissen heiratet, von zu Hause auszieht und nach und nach zu bescheidenem Wohlstand kommt. Im Gegensatz zu vielen anderen Beziehungsgeschichten steht die Eheschließung nicht am Ende, sondern am Beginn der Erzählung.

### Struktur
Das Lied besteht aus fünf Strophen, wobei die fünfte Strophe eine wörtliche Wiederholung der ersten ist. Jede Strophe hat vier Verse, deren letzter in allen Strophen wortidentisch ist. Funktional tritt der wiederkehrende vierte Vers an die Stelle eines Refrains. Die Strophen sind paarweise gereimt.

### Inhalt
Die ersten drei Verse einer jeden Strophe befassen sich mit den Entwicklungen der Eheleute. Nach der Eheschließung in New Orleans (erste Strophe) beziehen die beiden ein bescheidenes Zwei-Zimmer-Appartement, das sie mit Discounter-Möbeln aus dem Ausverkauf von Roebuck einrichten. Der junge Mann findet Arbeit und sorgt für ausreichendes Einkommen. Das Paar schafft sich einen Kühlschrank an, der mit Fertiggerichten (TV Dinners) und Ginger Ale gefüllt ist (zweite Strophe). Die dritte Strophe beschreibt das Paar als Musikfans: Die beiden haben inzwischen eine HiFi-Anlage, die sie gerne laut aufdrehen, und 700 Schallplatten, alle aus den Genres „Rock, Rhythm und Jazz“; nur abends wird die Musik langsamer. In der vierten Strophe schließlich fahren sie mit einem eigenen Auto, einem kirschroten, aufgepeppten Transporter von 1953, zurück nach New Orleans, um dort den Jahrestag ihrer Hochzeit zu feiern.
Der vierte Vers jeder Strophe stellt der Entwicklung des jungen Paares „die alten Leute“ (the old folks) gegenüber, die das Ganze von Beginn an beobachten und jeden Schritt wortgleich kommentieren: So ist das Leben; es zeigt sich: Man kann nie wissen… Trotz gleichbleibender Wortwahl kann man darin angesichts der Erfolge der jungen Leute einen Wandel von anfänglicher Skepsis „der alten Leute“ hin zu einer Form von Anerkennung sehen.

### Sprache und Stilmittel
Wie in vielen seiner Lieder baut Berry auch bei You Never Can Tell Idiome aus lokalem Slang und der zeitgenössischen Jugendsprache ein. Ein Beispiel sind die Begriffe souped-up jitney, mit denen er das erste Auto des jungen Paares beschreibt: Ein jitney ist im weiteren Sinne ein billiges Beförderungsmittel, und souped-up steht für „hergerichtet“ und lässt sich sinngemäß mit „frisiert“ übersetzen.
Zum Lokalkolorit der Südstaaten tragen einige Namen und Begriffe aus der französischen Sprache bei, die auch heute noch in Louisiana und den anliegenden Staaten verbreitet ist. Der männliche Protagonist trägt den französischen Vornamen Pierre; seine Partnerin, deren Name nicht genannt wird, ist zunächst die Mademoiselle und nach der Hochzeit die Madame. Das im Refrain verwendete Cest la vie ist ein gängiges Idiom für „So ist das Leben“.
Berry verwendet an mehreren Stellen konkrete Namen von Marken und Konsumgütern (z. B. Ginger Ale und Roebuck). Damit gibt er einen Einblick in die amerikanische Alltagskultur und öffnet ein Fenster zur wirklichen Welt.

### Musik
Das Lied wird im Vier-Viertel-Takt gespielt; die Tonart ist G-Dur. Das Tempo von Chuck Berrys 1964er-Version liegt bei 157 Beats per minute. Hinsichtlich Besetzung und Arrangements unterscheiden sich die einzelnen Versionen erheblich voneinander.

## Chuck Berrys Aufnahme

### Aufnahme
Chuck Berry spielte seine Version von You Never Can Tell in der vom 7. bis zum 9. Januar 1964 dauernden Session im Ter-Mar Recording Studio von Chess Records in Chicago ein.
Zur Besetzung gehörten:
- Chuck Berry: Gitarre, Gesang (erste und zweite Stimme)
- Johnnie Johnson: Piano
- George Patterson: Tenorsaxophon
- Rubin Cooper: Tenorsaxophon
- Louis Satterfield: E-Bass
- Odie Payne: Schlagzeug.

Produzenten waren die Brüder Leonard und Phil Chess, die Inhaber von Chess Records.
Eine Besonderheit im Arrangement dieser Aufnahme war der breite Einsatz von Bläsern, der für Berrys Stücke untypisch ist. Markant ist außerdem Johnnie Johnsons blechern klingendes Piano-Zwischenspiel nach der vierten Strophe, das von Mitchell Toroks 1953er Hit Caribbean inspiriert ist.

### Veröffentlichungen
Chess veröffentlichte Chuck Berrys Version von You Never Can Tell im Frühjahr 1964 in den USA als Single unter der Nummer Chess 1906. Auf der B-Seite der Single erschien Brenda Lee, eine Hommage an die zu dieser Zeit 19 Jahre alte gleichnamige Sängerin aus Atlanta. In Großbritannien kam die Single bei Pye Records auf den Markt.
Ende 1964 brachte Chess dann Chuck Berrys Album St. Louis to Liverpool heraus, das viele Aufnahmen seiner in der Haftzeit geschriebenen Lieder enthält. Dazu gehört auch You Never Can Tell, das als letztes Lied der A-Seite erschienen ist. St. Louis to Liverpool, mit dem Berry auf die britische Metropole der Beatmusik Bezug nahm, gilt als eines der besten Rock-’n’-Roll-Alben der Musikgeschichte.

### Erfolge
Chuck Berrys Single You Never Can Tell war 1964 auf zahlreichen Märkten erfolgreich. Die höchsten Charts-Positionen erreichte das Lied in Kanada, in den USA und in Großbritannien:
- Kanada: Höchste Position Platz 13,[15]
- USA: Höchste Position Platz 14 in den Billboard Hot 100,[16]
- Großbritannien: Höchste Position Platz 26 in den Official Charts.[17]

## Emmilou Harris’ Version(You Never Can Tell) C’est la vie
Die Country-Sängerin Emmilou Harris war in den frühen 1970er-Jahren vor allem als Teil der Band von Gram Parsons aktiv. Nach dessen Tod 1973 intensivierte sie ihre Bemühungen um eine Solokarriere. 1975 brachte sie unter eigenem Namen zwei erfolgreiche Alben im Country-Rock-Stil heraus, die von Harris’ späterem Ehemann Brian Ahern produziert wurden und sich stilistisch an den letzten Werken von Parsons orientierten. Für ihr nächstes Soloalbum Luxury Liner, das im Januar 1977 in den USA auf den Markt kam, spielte Harris Ende 1976 eine neue Version von Chuck Berrys You Never Can Tell ein, der sie den (leicht veränderten) Titel (You Never Can Tell) C’est la vie gab.

### Aufnahme
(You Never Can Tell) C’est la vie wurde wie alle anderen Lieder aus dem Album Luxury Liner in Brian Aherns mobilem Studio „Enactron Truck“ aufgenommen, das zu dieser Zeit in Los Angeles stand. Das Arrangement entfernte sich von Chuck Berrys Original. Harris und Ahern produzierten eine Honkytonk-taugliche Version. Das Piano-Zwischenspiel von Johnnie Johnson wurde durch ein Violinensolo von Ricky Skaggs ersetzt.
Zur Besetzung gehörten:
- Emmilou Harris: Gesang
- Brian Ahern: Akustikgitarre
- Rodney Crowell: E-Gitarre
- Hank DeVito: Pedalsteel
- Emory Gordy: Bass
- Glen Hardin: Piano
- Albert Lee: Gitarre
- Ricky Skaggs: Violine
- John Ware: Schlagzeug

### Veröffentlichungen
Harris veröffentlichte (You Never Can Tell) C’est la vie zunächst auf Luxury Liner, das im Januar 1977 in den USA bei Warner Records auf den Markt kam. Im Februar 1977 wurde C’est la vie auch als Single herausgebracht, wobei die B-Seiten auf regionalen Märkten variierten.

### Erfolge
Emmilou Harris’ Version von 1977 war in den USA erfolgreicher als das Original von Chuck Berry.
- USA: Höchste Position Platz 6 der Billboard Hot Country Songs
- Deutschland: Höchste Position Platz 44.

## Weitere Coverversionen
Bis 2024 entstanden etwa 100 Coverversionen von You Never Can Tell. Neben Emmilou Harris nahmen unter anderem John Prine, Donny und Marie Osmond, Billie Jo Spears, Aaron Neville, Texas Lightning, Jerry Garcia, Roch Voisine und Status Quo das Lied auf.
Bruce Springsteen und seine Band improvisierten You Never Can Tell im Rahmen der Wrecking Ball World Tour im Sommer 2013 live in Leipzig. Eine Studioaufnahme Springsteens dazu gibt es nicht.

## You Never Can TellinPulp Fiction

Pulp Fiction Logo

1994 brachte Quentin Tarantino den Gangsterfilm Pulp Fiction heraus, der in einigen Rankings zu den besten Spielfilmen aller Zeiten gezählt wird. Der Film erzählt lose verwobene Episoden über den Gangsterboss Marsellus Wallace, seine Frau Mia Wallace (Uma Thurman) und den Auftragsmörder Vincent Vega (John Travolta). In der Episode Vincent Vega und Marsellus Wallaces Frau kümmert sich Vega während Marsellus Wallaces Abwesenheit in dessen Auftrag um Mia. Beide gehen zum Essen in ein Theme Diner, das im Stil der 1950er-Jahre eingerichtet ist und in dem Doubles bekannter Schauspieler jener Zeit als Kellner arbeiten. Zum Programm gehört ein Twist-Wettbewerb, an dem Mia Wallace und Vince Vega teilnehmen. Die beiden tanzen zu Chuck Berrys Version von You Never Can Tell. Travolta und Thurman zeigen hier neben klassischen Twist-Bewegungen auch modische Abwandlungen wie The Monkey, The Swim und The Batman; letzteres ist eine – später als The Batusi bekannt gewordene – Bewegung, bei der die Augen vorübergehend mit zwei Fingern einer Hand abgedeckt werden.
Tarantino griff mit dieser Szene, die nicht speziell für John Travolta geschrieben war, sondern bereits vor dessen Verpflichtung im Drehbuch stand, ein Stilmittel des – von ihm anfänglich bewunderten – französischen Regisseurs Jean-Luc Godard auf, der in einige seiner Filme scheinbar zusammenhanglos Musikstücke in die Erzählstränge einbaute. Tarantino meinte, durch die Verwendung des Namens Pierre und des Begriffs Mademoiselle erwecke das Stück den Eindruck einer typischen 50er-Jahre-Tanznummer aus Frankreich.
Travoltas und Thurmans Tanz zu Chuck Berrys You Never Can Tell gilt als ikonisch; andere halten die Tanzszene für „eine Szene für die Ewigkeit.“